# Karl Höltl
Karl Höltl (Bécs, 1874. augusztus 2. – Bécs, 1934. december 11.) osztrák birkózó, kötélhúzó, olimpikon.
Az 1904-es birkózó-világbajnokságon 4. helyezett lett középsúlyú kötött fogású számban.
Az 1906. évi nyári olimpiai játékokon indult kötélhúzásban. Egyenes kieséses volt a verseny. Az első körben az osztrákok 2:0-ra kikaptak a németektől, majd a bronzmérkőzésen a svédektől is.
Indult még birkózásban, középsúlyban. Ebben a számban 8. lett.